# 中ザワヒデキ
中ザワヒデキ（なかざわ ひでき、1963年 - ）は、新潟県出身の美術家。本名、中澤英樹。
学生時代から美術作家としてデビューし、1996年までイラストレーターとしての活動を行う。「日本初のへたうまCG」のイラストレーションは「バカCG」と評され、数々の賞を受賞。1997年以降は純粋芸術へ転身し、感情・感覚を否定した「 方法主義」による「方法絵画」作品群を発表。音楽家の足立智美、詩人の松井茂、音楽家の三輪眞弘と共に「方法主義者」を名乗る。2005年からは「本格絵画」と自ら名付けたジャンルの絵画を発表し続けている。音楽作品の発表も行っている。

## 経歴
1963年に新潟県に生まれ、神奈川県に育つ。父親は日本医科大学教授の中沢省三、母親は細菌学者・守山英雄の長女。中ザワの美術活動における初めての受賞は「平塚市風景画展神奈川県教育長賞（1974年、11歳）」である。1983年、栄光学園高等学校卒業、千葉大学医学部入学。高校時代には油絵を描いている。大学在学時から公募展の入選や個展を開き、美術家としてデビューを果たす。
中ザワのこれまでの活動期は本人の区分で5つに分類されている（2009年現在）。5つの活動期はそれぞれ、
- 「プレ期」1963年 - 1982年　幼少時から高校卒業の、美術家デビュー前まで
- 「第一期 アクリル画」1983年 - 1989年　大学入学から、病院の勤務を行いながらの活動
- 「第二期 バカCG」1990年 - 1996年　イラストレーターとして独立してから7年間
- 「第三期 方法絵画」1997年 - 2005年　純粋芸術へ転身、「方法主義宣言」を発表し方法主義者を名乗ってから7年間
- 「第四期 本格絵画」2006年 - 　同人「方法」の解散後から再び実際の色彩を扱い始める

と本人によって名称付きで明確に区切られている。

## プレ期
1963年 - 1982年
小学生の時より絵画を描き、受賞経歴の始まりもその時からであった。高校入学から卒業までは油彩画を行っているが、この時期の作品はほぼ現存しておらず、高校卒業以降の公開はしていない。高校卒業までに受賞した賞は、4つであった。

## 第一期 アクリル画
1983年 - 1989年
千葉大学医学部入学後すぐに松前公高と知り合い、「サウンドクリエイト研究会」と「千葉大学美術研究会」という2つのサークルに入会。大学在学時の途中までは油絵画を行っていた。第4回日本グラフィック展入選（1983年）より、「中ザワヒデキ」名義を使用している。この大学在学時にアクリル絵具を使用したり、アクリルに鉛筆やクレヨンで絵を描く「アクリル画」を描き続ける。1986年には東京にて初の個展を行う。その時の個展のタイトルは「初個展」。この時をもって美術家としてのデビューを果たす。また同年、2度目の個展も行う。
1988年、千葉大学医学部卒業。卒業後は日本医科大学付属病院眼科医局に勤務しながら、個展を開くなど絵画作品の発表を行い続け、美術家としても活動を続けた。
1989年には、著書「近代美術史テキスト」を執筆、トムズボックスより出版。これは全編にわたって文字も手書きという風変わりな美術書である。

## 第二期 バカCG
1990年 - 1996年
1990年、中ザワはコンピューター・グラフィックスに転じ、個展「大ボケツ」にてCG作品を発表。同年、勤務先であった日本医科大学付属病院を辞職し、イラストレーターとして独立。2Dビットマップ・ペイントソフトを使用した、日本初の「へたうまCG」のスタイルを確立。中ザワのCGイラストは、コンピューターのビットマップが荒々しく強調され、派手な色合いのものが多くあるが、このスタイルは一世を風靡し「バカCG」と評される。
1992年、東京都渋谷区に「有限会社アロアロインターナショナル」設立。著書、CD、コンピューター用ソフトウェア、松井茂の詩集を商品としている。また、後に中ザワが行う活動「芸術特許」の特許取得の名義も、この会社名となっている。
1995年、株式会社アスクより子供向けのWindows用ソフトウェア「キッズボックス」を発売（音楽は松前公高が担当）。このソフトウェアは「マルチメディアグランプリMMAアーティスト賞」と「インターナショナルデジタルメディアアワーズベストCD-ROM賞」を受賞。この時期の中ザワはフロッピーディスクマガジンやフロッピーディスクレーベルを起ち上げる等、CGでの活動のみ行っていた。
中ザワはイラストレーターとしての活動以外にも、上記のようなソフトウェアや、インタラクティブな装置などもこの時期に発表している。愛知県にある蒲郡情報ネットワークセンター生命の海科学館に中ザワの『不可視関数試論（カンタン・アブストラクト）』という遊び心をもった作品が恒久設置されている。この装置を制作するにあたり、コンセプトは勿論、CG、デザイン、音、声の全てが中ザワによって手がけられている。
1996年、株式会社アスクよりMacintosh用とWindows用のアプリケーションソフトウェア「デジタルネンド」を発売。中ザワは発案、ソフトウェアデザイン、監修を手がけている。今まで3DCGを描くソフトウェアは全てベクター方式であったが、「デジタルネンド」はビットマップ方式で3DCGを描くことができる。中ザワは、このソフトウェアを開発したことは単なる子供用玩具の商品開発ではなく、哲学や美術と関連づけて自ら積極的に芸術活動として論じている。
なお、このソフトウェアの原理となっている「三次元グラフィックス編集装置および方法」と「造形装置および方法」は、中ザワ本人の名義によって日本・アメリカ両国で特許を取得している。後にそれを売却し、特許証券化する。中ザワはこの活動を「芸術特許」として、コンセプチュアル・アートであるとしている。

## 第三期 方法絵画
1997年、中ザワは肩書きを美術家と改め、美術家として初の個展を行う。この時、作風を一気に改めて純粋美術の作品を発表。文字を画素として扱う作品『文字座標型絵画』シリーズや、一次元の『単一曲線』シリーズなどで、美術史を「色彩と形態」という二項対立で捉える中ザワの美術史観を表す個展となった。また、この個展では中ザワが作曲した音楽作品『二声のポリフォニー』が一ノ瀬響、一ノ瀬トニカによって演奏された。中ザワは同曲以外にも音楽作品をいくつか作曲し、それらはある一定の規則に従って音を決めるという方法によって作られ、また文字を使った音楽作品もあった。
2000年1月1日、中ザワは、詩人の松井茂と音楽家の足立智美との3人で「方法絵画、方法詩、方法音楽（方法主義宣言）」（後に「方法主義第一宣言」と呼ばれる）を、1000通以上のEメール、500通以上の年賀状で発表。日本人には日本語に英訳を付けて、一部の外国人には英文のみで送った。

## 関連人物
- 辛酸なめ子 - 1993年に中ザワの事務所でアルバイトをしていた。